# Ley de lemas
La ley de lemas est un système électoral particulier, aussi appelé double vote simultané, utilisé historiquement en Uruguay et dans certaines provinces argentines. Schématiquement, il combine la majorité simple pour l'élection présidentielle, la représentation proportionnelle pour l'élection des parlementaires, et le double vote simultané qui font que toutes ces élections ont lieu le même jour, l'électeur ne choisissant qu'une et une seule liste électorale dotée de tous les candidats (à la présidence, au Sénat et à la Chambre des représentants) .
Ce système combine ainsi le scrutin proportionnel plurinominal, avec apparentements possible des sous-listes au sein de chaque parti politique (voir entre partis politiques, comme pour le Front large uruguayen), et vote de liste à la majorité. Il s'effectue en un seul tour, permettant d'éviter des élections primaires au sein de chaque parti (celles-ci se déroulant, de fait, en même temps que les élections ordinaires). Ainsi, l'électeur doit choisir entre plusieurs listes électorales, votant une seule fois et sans pouvoir modifier les noms sur les listes, et cela donne le résultat simultané des législatives, des sénatoriales, et de la présidentielle.
Ce système fut aussi utilisé, de façon controversée, au Honduras lors de l'élection présidentielle de 1985, remportées par Rafael Leonardo Callejas, mais l'opposition affirma que ces élections avaient été anti-constitutionnelles. 

## Caractéristiques
L'appellation ley de lemas pourrait être traduite par « loi des formules » ou « loi des drapeaux » (littéralement, lema est un lemme, un slogan, une entrée de dictionnaire...).
- Chaque parti politique ou coalition de parti présente une lema, « formule » complète ou ensemble des candidatures présentées sous un même « drapeau ».
- Chaque lema peut avoir plusieurs sublemas, ou sous-listes apparentées. Ainsi, en Uruguay, les partis traditionnels (Parti colorado et Parti blanco) sont divisés en tendances organisées, chacune d'entre elles présentant une sublema aux élections. Ces tendances peuvent s'allier pour telle ou telle élection, conduisant à des stratégies complexes.
- Les électeurs choisissent la sublema de leur choix; ils peuvent éventuellement refuser de choisir une sublema spécifique, et voter simplement pour la liste principale, sans préférence précise (ainsi, un électeur peut voter pour le Parti colorado sans choisir telle ou telle liste de candidats).
- S'il y a plusieurs postes à pourvoir (cas des législatives ou des sénatoriales), on utilise alors une sorte de système proportionnel plurinominal: le calcul des postes se fait en fonction de chaque liste, la lema ayant emporté le plus de voix obtenant, proportionnellement, le plus de sièges. Une fois ce calcul global fait, un nouveau calcul, au sein de chaque parti ou lema, est effectué, pour répartir proportionnellement les sièges au sein du Parti.
- S'il y a un seul poste à pourvoir (élection présidentielle, etc.), le parti ou liste principale ayant remporté, globalement, le plus de voix, est vainqueur (vote de liste à la majorité à un seul tour). À l'intérieur du parti, le vainqueur est celui qui a obtenu proportionnellement, au sein du parti, le plus de voix (double vote majoritaire). Comme ce qui fut le cas lors des élections uruguayennes de 1971, ce système peut mener un candidat ayant obtenu moins de voix qu'un autre à être élu, parce qu'il appartient au parti ayant obtenu, de façon générale, le plus de voix.

## Historique
Ce système fut proposé par le belge Borely dans Nouveau Système Électoral: Représentation Proportionnelle de la majorité et des minorités (Paris, 1871). Un système similaire fut proposé par l'Uruguayen Justino Jiménez de Aréchaga (es) en 1876, qui s'inspirait de l'Argentin Luis Varela.
Il fut mis en œuvre en Uruguay à partir de 1910 (loi du 11 juillet 1910). Depuis la réforme constitutionnelle de 1996 (es), il n'est plus utilisé pour la présidentielle : désormais, des élections primaires au sein de chaque parti précèdent obligatoirement l'élection présidentielle, au cours de laquelle chaque parti présente un seul candidat présidentiel. Toutefois, les sublemas continuent à exister pour ce qui est des sénatoriales et des législatives (voir, par exemple, le résultat des élections générales de 2009).

## Avantages
L'un des plus grands avantages de ce système est d'éviter la tenue d'élections primaires au sein du parti, celles-ci se déroulant, de fait, en même temps que les élections générales. Cela permet de maximaliser la participation électorale et de minimiser le coût d'organisation des élections. Cela visait aussi à donner au citoyen, et non au militant du parti ou à l'appareil, le choix des candidats pour les primaires.

## Inconvénients
Ce système, qui favorise le bipartisme[réf. nécessaire], conduit non moins inévitablement à la création de tendances organisées au sein des partis, et donc à une fragmentation de ceux-là. Puisque le candidat majoritaire au sein du parti majoritaire est élu, même si, comparé à d'autres candidats venant d'autres partis, il est minoritaire, ce système peut être justifié que si chaque parti maintient, malgré la fragmentation en tendances et en sous-listes, une certaine homogénéité. 
En revanche, il ne se légitime plus lorsque les divisions au sein de chaque parti sont telles qu'une liste appartenant à un parti peut être, de fait, plus proche d'une liste rivale d'un autre parti que de la liste majoritaire de son parti. Exemple: le parti A est composé des listes 1 (centre-droit) et 2 (droite autoritaire) tandis que le parti B est composé des listes 3 (centre-gauche, social-démocrate) et 4 (gauche socialiste). Dans ces deux cas, les listes centristes (1 et 3) pourraient être plus proches, idéologiquement et au vu de la composition de leur électorat, que les listes 2 et 4. Pour le décompte total des voix, on les compterait pourtant avec les listes de leurs partis.
En d'autres termes, la combinaison du double vote majoritaire et du scrutin de liste conduit à mettre en tension fragmentation des partis et homogénéisation ou polarisation de chaque parti.